# Lac Vagula
Le lac Vagula (en estonien : Vagula järv) est un lac du comté de Võru en Estonie.

## Géographie
Le lac Vagula est situé à trois kilomètres à l'ouest du centre de Võru, a proximité de la route nationale 69 et de la route nationale 2.
Le lac mesure 4,6 kilomètres de long et 1,7 kilomètres de large et sa superficie est de 604 hectares soit 6,04 kilomètres carrés. 
Son niveau d'eau se situe en moyenne à 69,2 mètres daltitude. 
La rivière Võhandu jõgi est l'affluent principal du lac. 
Le lac est de forme ovale et des baies et des bassins d'eau ont été creusés sur ses rives principalement pour les besoins de la pisciculture. 
Trois petites îles sont restées près des rives du lac, leur superficie totale est de 0,48 hectares. 
La profondeur maximale du lac est de 11,5 mètres et la profondeur moyenne est de 5,3 mètres. 
Le volume du lac est estimé à 0,027 kilomètres cubes, soit 27 millions de mètres cubes.
Le littoral du lac Vagula est long de 17,8 kilomètres et ses plages sont majoritairement sableuses.
Le fond du lac est boueux. 
Un vaste espace champêtre, dont la moitié est couverte de forêt, s'étend jusqu'à la rive nord du lac. 
Les rives sud sont également des terres forestières. 
Il y a des maisons individuelles isolées sur les rives, mais les agglomérations ne s'étendent pas jusqu'aux rives. 
Le plus grand village est Järvere, situé à l'extrémité nord-ouest du lac. 
Certains aménagements ont été faits le long de la rivière Tulojogi en raison de l'installation   piscicole de 1,7 × 1,2 kilomètre située du côté oriental du lac. 
L'installation est fermée depuis des années, des buissons ont donc eu le temps de pousser dans les mares vides . 
Dans le village de Järvere, des activités de pisciculture ont toujours lieu dans les étangs au bord du lac,,.

## Galerie

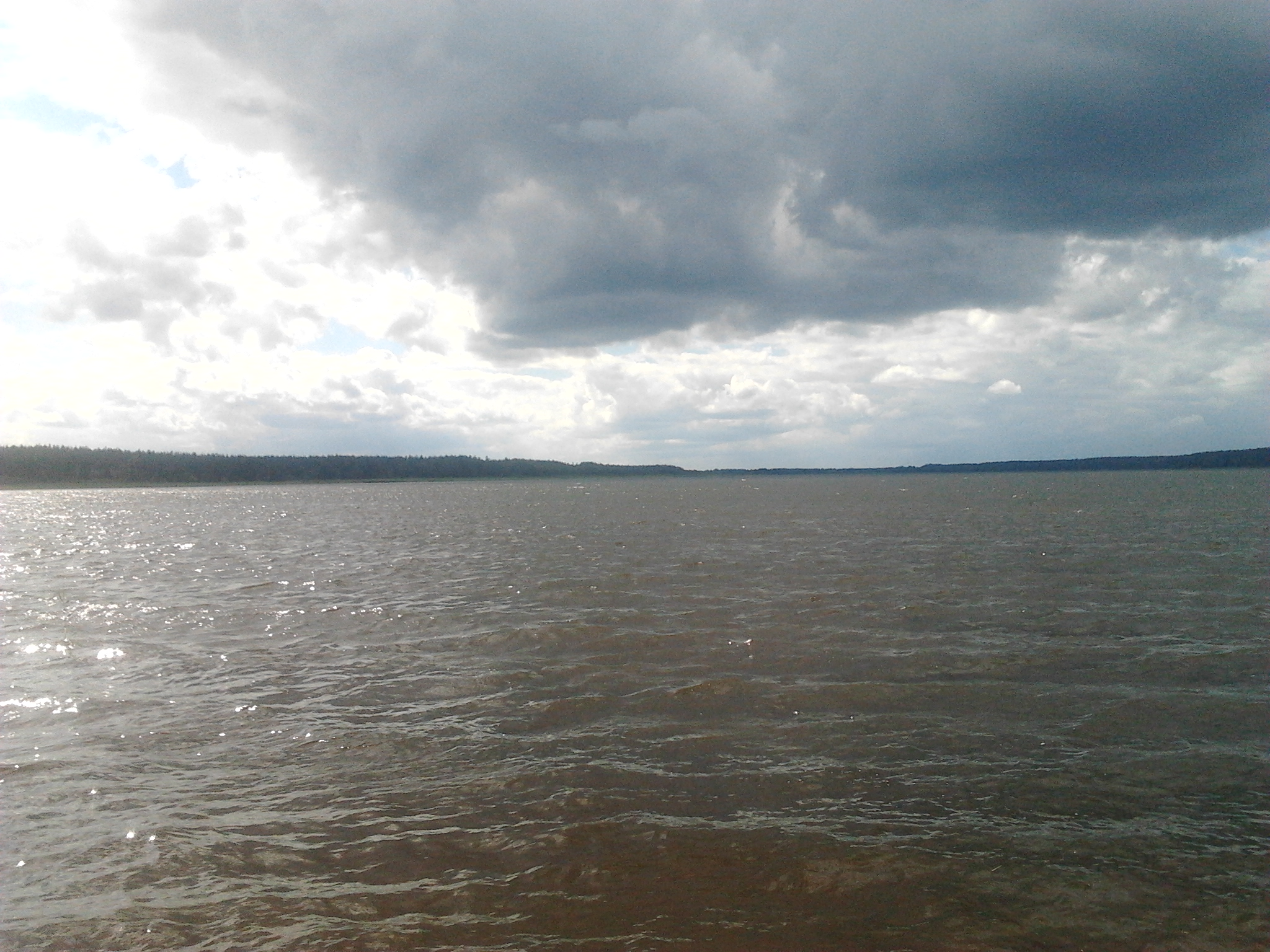